# Fleming (cráter)

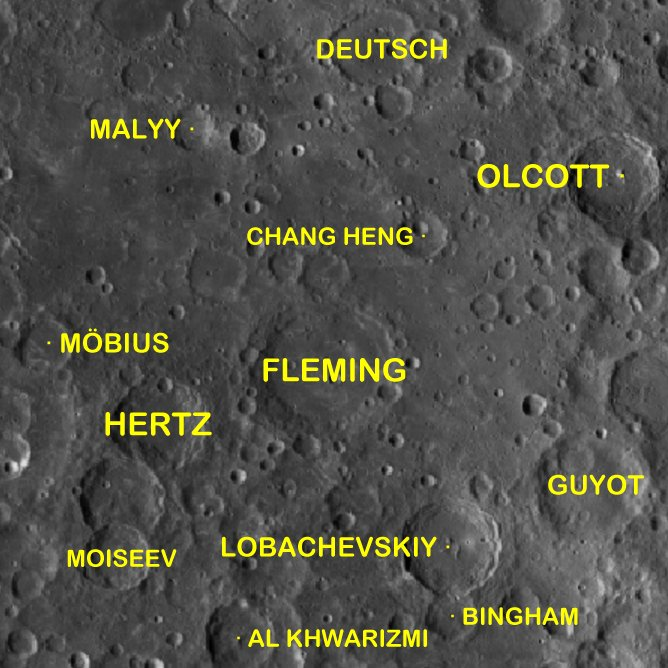
Localización de Fleming. Fotografía de la misión
Lunar Reconnaissance Orbiter

Fleming  es un gran cráter de impacto que se encuentra en la cara oculta de la Luna, por lo que no puede ser visto desde la Tierra. Se halla a un diámetro de distancia al este-noreste del cráter Hertz, y al noroeste de Lobachevskiy.
El borde bajo de esta formación aparece muy erosionado y superpuesto por múltiples cráteres más pequeños. El más notable de ellos es Fleming N ubicado en su lado sur, mientras que otro cráter sólo ligeramente más pequeño atraviesa el borde oriental inferior. El suelo interior también está marcado por una serie de pequeños impactos y los bordes de un cráter palimpsesto.
Antes de recibir su nombre actual en homenaje a Alexander Fleming y a Williamina Fleming en 1970 por la UAI, este cráter se conocía como cráter 203.

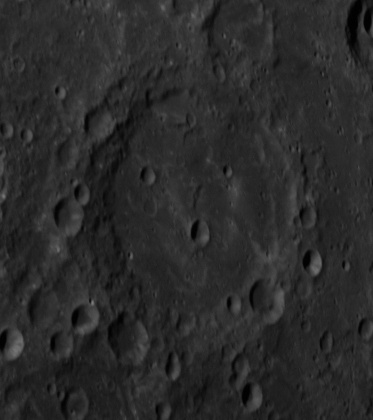
Fotografía de la misión Apolo 14

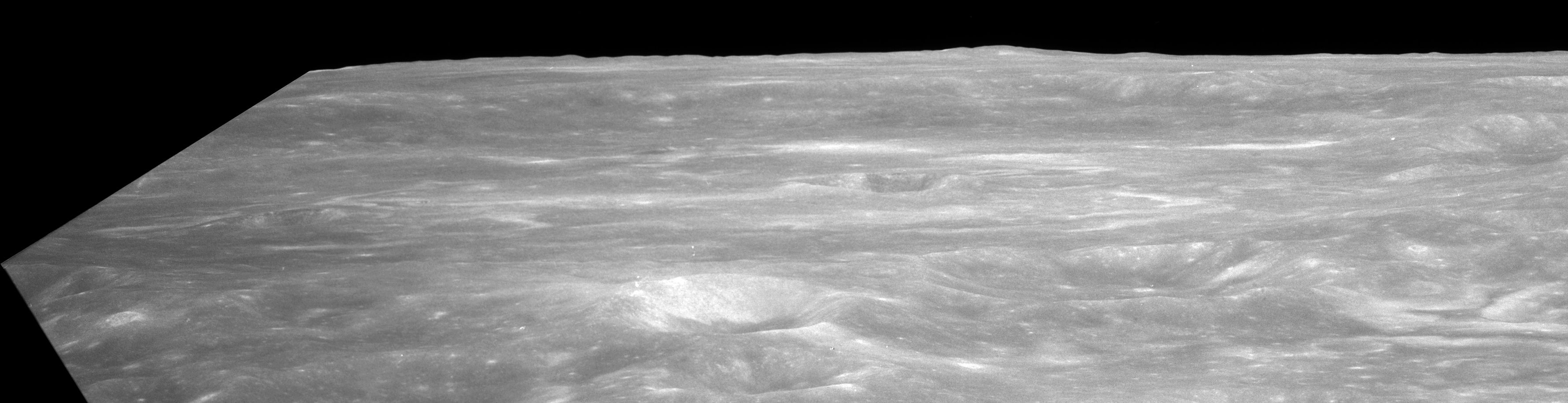
Fotografía de la misión Apolo 11

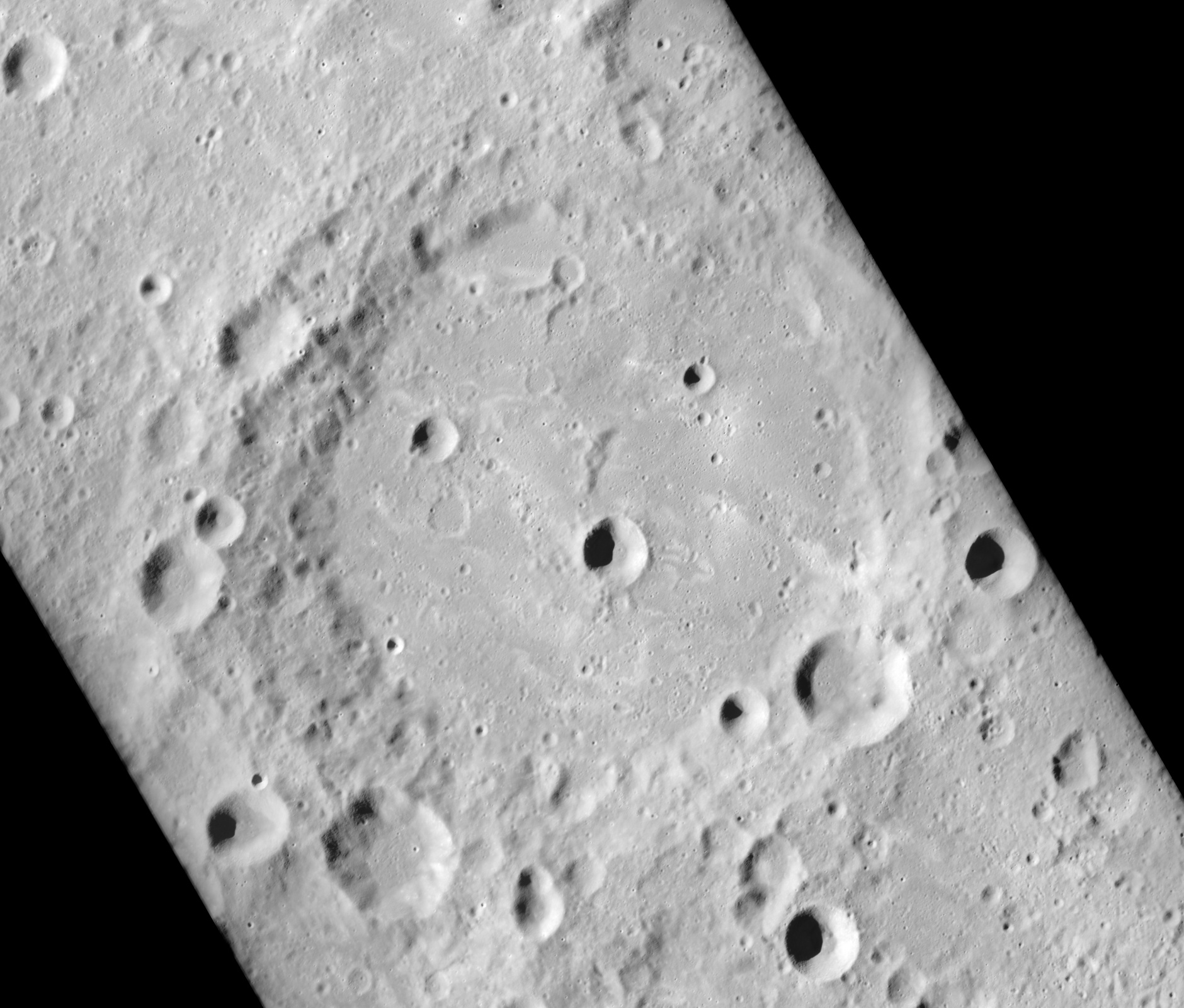
Otra imagen de Fleming

## Cráteres satélite
Por convención estos elementos son identificados en los mapas lunares poniendo la letra en el lado del punto medio del cráter que está más cerca de Fleming.
|         | \| Fleming \| Coordenadas \| Diámetro \| \| ------- \| ------------------------------ \| -------- \| \| D \| 17°00′N 114°00′E / 17.0, 114.0 \| 25 km \| \| N \| 12°42′N 108°48′E / 12.7, 108.8 \| 24 km \| \| W \| 18°00′N 106°12′E / 18.0, 106.2 \| 50 km \| \| Y \| 18°12′N 108°12′E / 18.2, 108.2 \| 30 km \| |          |
| Fleming | Coordenadas | Diámetro |
| D       | 17°00′N 114°00′E / 17.0, 114.0 | 25 km    |
| N       | 12°42′N 108°48′E / 12.7, 108.8 | 24 km    |
| W       | 18°00′N 106°12′E / 18.0, 106.2 | 50 km    |
| Y       | 18°12′N 108°12′E / 18.2, 108.2 | 30 km    |